# Европско првенство у фудбалу 2012 — Група Д
Утакмице Групе Д на Европском првенству у фудбалу 2012. су одигране између 11. јуна и 19. јуна 2012. У овој групи су се налазиле репрезентације Украјине (домаћин), Шведске, Француске и Енглеске. Прва два тима из групе су прошла у четвртфинале. Први из групе ће играти са другим из групе Ц, док ће други из групе Д играти са првим из групе Ц.

## Састави
- Састави репрезентација Групе Д

## Резултати
Сва времена су локална (UTC+3)

### Француска - Енглеска
| Француска | 1 : 1    | Енглеска   |
| --------- | -------- | ---------- |
| Насри 39’ | Извештај | Лескот 30’ |

### Украјина - Шведска
| Украјина          | 2 : 1    | Шведска         |
| ----------------- | -------- | --------------- |
| Шевченко 55’, 62' | Извештај | Ибрахимовић 52’ |

### Украјина - Француска
| Украјина | 0 : 2    | Француска             |
| -------- | -------- | --------------------- |
|          | Извештај | Менез 53’ · Кабај 56’ |

### Шведска - Енглеска
| Шведска                         | 2 : 3    | Енглеска                            |
| ------------------------------- | -------- | ----------------------------------- |
| Џонсон 49’ (а.г.) · Мелберг 59’ | Извештај | Керол 23’ · Волкот 64’ · Велбек 78’ |

### Енглеска - Украјина
| Енглеска | 1 : 0    | Украјина |
| -------- | -------- | -------- |
| Руни 48’ | Извештај |          |

### Шведска - Француска
| Шведска                        | 2 : 0    | Француска |
| ------------------------------ | -------- | --------- |
| Ибрахимовић 54’ · Ларсон 90+1’ | Извештај |           |

## Табела
|    | Табела групе Д | И | П | Н | И | ДГ | ПГ | ГР | Бод. |
| -- | -------------- | - | - | - | - | -- | -- | -- | ---- |
| 1. | Енглеска       | 3 | 2 | 1 | 0 | 5  | 3  | +2 | 7    |
| 2. | Француска      | 3 | 1 | 1 | 1 | 3  | 3  | 0  | 4    |
| 3. | Украјина       | 3 | 1 | 0 | 2 | 2  | 4  | -2 | 3    |
| 4. | Шведска        | 3 | 1 | 0 | 2 | 5  | 5  | 0  | 3    |